# خیانت تصاویر
خیانت تصاویر (به فرانسوی: La Trahison des images) یا به تعبیری دیگر این یک پیپ نیست، اثری معروف از نقاش فراواقع‌گرای بلژیکی، رنه ماگریت (به انگلیسی: René Magritte) ‏(۱۸۹۸ - ۱۹۶۷ میلادی) است که در فاصله سال‌های ۱۹۲۸ و ۱۹۲۹ میلادی خلق شده‌است.
این نگاره یک پیپ را نشان می‌دهد که در نگاه اول، تصویری به ظاهر سادهٔ تبلیغاتی برای دخانیات به نظر می‌آید. ماگریت در پایین تصویر متنی (به فرانسوی: Ceci n'est pas une pipe) را کار کرده‌است که معنای «این یک پیپ نیست» می‌دهد و این جمله در ظاهر با محتوای اثر ناسازگار است اما در واقع، کاملاً درست است. این نقاشی، یک «پیپ» (واقعی) نیست بلکه «تصویری از یک پیپ» را نشان می‌دهد. این اثر آغازی بود بر تأثیر زنجیره‌وار آثار و الگوهای هنری سوررئال بر هنرمندان اروپایی و آمریکایی، تأثیری که خود نشات گرفته از فرهنگ رایج بود و همزمان در مقابل آن ایستاد.
این اثر سراسر چالش است، نه فقط برای کسانی که آن را می‌بینند بلکه برای تمام ساختار هنری که برای قرن‌ها محافظه‌کارانه حفظ شده بود. ماگریت برای کسانی که این کار را می‌بینند، حق انتخاب قائل شده‌است؛ شما به چشمان خود اعتماد می‌کنید یا به چیزی که من به شما می‌گویم؟ در واقع نقاش با خلق اثری واقع گرایانه و قراردادن جمله‌ای که تمام خصوصیات ظاهری موجود در کار را نقض می‌کند، بینندگان را در برزخی هنری رها می‌کند.
ماگریت خود در مورد این اثر می‌گوید:

 پیپ معروف، چگونه مردم مرا برای این سرزنش خواهند کرد! و هنوز، آیا می‌توانی پیپ مرا پر کنی؟ نه، این فقط یک نمایش است. اینطور نیست؟ پس اگر من بر روی تصویر نوشته بودم «این یک پیپ است»، دروغگو بودم.
این اثر هم‌اکنون در موزه هنر شهرستان لس آنجلس در کالیفرنیا نگهداری می‌شود.

## نمایش این یک پیپ نیست
محمد مساوات نمایشی را به نام "این یک پیپ نیست" به روی صحنه برده‌است. این نمایش در تئاتر مستقل تهران اجرا شد.
"این یک پیپ نیست" نمایشی فلسفی است و با الهام از رنه ماگریت آفریننده اثر این یک پیپ نیست به بیان نوآورانه یک موضوع فلسفی پرداخته‌است.